# Styposis scleropsis
Styposis scleropsis là một loài nhện trong họ Theridiidae.
Loài này thuộc chi Styposis. Styposis scleropsis được Herbert Walter Levi miêu tả năm 1960.